# Primi ministri dell'Albania
Elenco dei primi ministri dell'Albania a partire dalla sua indipendenza nel 1912.

## Primi ministri dell'Albania

### Albania indipendente (1912-1914)
| Primo ministro | Primo ministro                          | Mandato         | Mandato         | Governo |
| Primo ministro | Primo ministro                          | Inizio          | Fine            | Governo |
| -------------- | --------------------------------------- | --------------- | --------------- | ------- |
|                | Ismail Qemali (1844-1919)               | 4 dicembre 1912 | 22 gennaio 1914 | Qemali  |
|                | Commissione Internazionale di Controllo | 22 gennaio 1914 | 14 marzo 1914   | -       |

### Principato d'Albania (1914-1925)
| Primo ministro                       | Primo ministro   | Primo ministro                   | Mandato          | Mandato          | Partito              | Governo     | Legislatura (Elezioni) | Capo di Stato                 |
| Primo ministro                       | Primo ministro   | Primo ministro                   | Inizio           | Fine             | Partito              | Governo     | Legislatura (Elezioni) | Capo di Stato                 |
| ------------------------------------ | ---------------- | -------------------------------- | ---------------- | ---------------- | -------------------- | ----------- | ---------------------- | ----------------------------- |
|                                      |                  | Turhan Pasha Përmeti (1846-1927) | 14 marzo 1914    | 20 maggio 1914   | Indipendente         | Përmeti I   | -                      | Guglielmo di Wied (1914-1925) |
| 28 maggio 1914                       | 3 settembre 1914 | Turhan Pasha Përmeti (1846-1927) | Përmeti II       |                  | Indipendente         |             | -                      | Guglielmo di Wied (1914-1925) |
|                                      |                  | Essad Pascià Toptani (1863-1920) | 5 ottobre 1914   | 27 gennaio 1916  | Indipendente         | Toptani     | -                      | Guglielmo di Wied (1914-1925) |
| Occupazione austro-ungarica/italiana |                  |                                  |                  |                  |                      |             | -                      | Guglielmo di Wied (1914-1925) |
|                                      |                  | Turhan Pasha Përmeti (1846-1927) | 25 dicembre 1918 | 29 gennaio 1920  | Indipendente         | Përmeti III | -                      | Guglielmo di Wied (1914-1925) |
|                                      |                  | Sulejman Delvina (1884-1933)     | 30 gennaio 1920  | 15 novembre 1920 | Indipendente         | Delvina     | -                      | Guglielmo di Wied (1914-1925) |
| 1a                                   |                  | Sulejman Delvina (1884-1933)     | 30 gennaio 1920  | 15 novembre 1920 | Indipendente         | Delvina     |                        | Guglielmo di Wied (1914-1925) |
|                                      |                  | Ilias Vrioni (1882-1932)         | 15 novembre 1920 | 11 luglio 1921   | Indipendente         | Vrioni I    | -                      | Guglielmo di Wied (1914-1925) |
| 2a (1921)                            |                  | Ilias Vrioni (1882-1932)         | 15 novembre 1920 | 11 luglio 1921   | Indipendente         | Vrioni I    |                        | Guglielmo di Wied (1914-1925) |
| 11 luglio 1921                       | 16 ottobre 1921  | Ilias Vrioni (1882-1932)         | Vrioni II        |                  | Indipendente         |             |                        | Guglielmo di Wied (1914-1925) |
|                                      |                  | Pandeli Evangjeli (1859-1949)    | 16 ottobre 1921  | 6 dicembre 1921  | Indipendente         | Evangjeli I |                        | Guglielmo di Wied (1914-1925) |
|                                      |                  | Qazim Koculi (1887-1943)         | 6 dicembre 1921  | 6 dicembre 1921  | Indipendente         | Koculi      |                        | Guglielmo di Wied (1914-1925) |
|                                      |                  | Hasan Prishtina (1873-1933)      | 7 dicembre 1921  | 12 dicembre 1921 | Indipendente         | Prishtina   |                        | Guglielmo di Wied (1914-1925) |
|                                      |                  | Idhomen Kosturi (1873-1943)      | 12 dicembre 1921 | 24 dicembre 1921 | Indipendente         | Kosturi     |                        | Guglielmo di Wied (1914-1925) |
|                                      |                  | Xhaferr Ypi (1880-1940)          | 24 dicembre 1921 | 2 dicembre 1922  | Partito Popolare     | Ypi         |                        | Guglielmo di Wied (1914-1925) |
|                                      |                  | Ahmet Zogu (1895-1961)           | 2 dicembre 1922  | 3 marzo 1924     | Partito Conservatore | Zogu I      |                        | Guglielmo di Wied (1914-1925) |
|                                      |                  | Shefqet Vërlaci (1877-1946)      | 3 marzo 1924     | 30 maggio 1924   | Partito Progressista | Vërlaci I   | 3a (1923)              | Guglielmo di Wied (1914-1925) |
|                                      |                  | Ilias Vrioni (1882-1932)         | 30 maggio 1924   | 16 giugno 1924   | Indipendente         | Vrioni III  | 3a (1923)              | Guglielmo di Wied (1914-1925) |
|                                      |                  | Fan Stilian Noli (1882-1965)     | 16 giugno 1924   | 6 gennaio 1925   | Partito Liberale     | Noli        | -                      | Guglielmo di Wied (1914-1925) |
|                                      |                  | Ahmet Zogu (1895-1961)           | 6 gennaio 1925   | 31 gennaio 1925  | Partito Conservatore | Zogu II     | -                      | Guglielmo di Wied (1914-1925) |

### Repubblica Albanese (1925-1928)
Durante il periodo in cui l'Albania fu una repubblica con Ahmet Zogu come presidente la carica equivalente al Primo Ministro era quella del Ministro-Capo ed era ricoperta dal Ministro della Giustizia.
| Ministro della giustizia | Ministro della giustizia | Ministro della giustizia   | Mandato           | Mandato           | Partito      | Governo                      | Legislatura (Elezioni) | Presidente             |
| Ministro della giustizia | Ministro della giustizia | Ministro della giustizia   | Inizio            | Fine              | Partito      | Governo                      | Legislatura (Elezioni) | Presidente             |
| ------------------------ | ------------------------ | -------------------------- | ----------------- | ----------------- | ------------ | ---------------------------- | ---------------------- | ---------------------- |
|                          |                          | Petro Poga (1860-1944)     | 1º febbraio 1925  | 28 settembre 1925 | Indipendente | Primo governo repubblicano   | 4a (1925)              | Ahmet Zogu (1925-1928) |
|                          |                          | Milto Tutulani (1897-1933) | 28 settembre 1925 | 30 luglio 1926    | Indipendente | Secondo governo repubblicano | 4a (1925)              | Ahmet Zogu (1925-1928) |
|                          |                          | Josif Kedhi (1879-1944)    | 30 luglio 1926    | 12 febbraio 1927  | Indipendente | Secondo governo repubblicano | 4a (1925)              | Ahmet Zogu (1925-1928) |
|                          |                          | Petro Poga (1860-1944)     | 12 febbraio 1927  | 24 ottobre 1927   | Indipendente | Terzo governo repubblicano   | 4a (1925)              | Ahmet Zogu (1925-1928) |
|                          |                          | Ilias Vrioni (1882-1932)   | 24 ottobre 1927   | 11 maggio 1928    | Indipendente | Quarto governo repubblicano  | 4a (1925)              | Ahmet Zogu (1925-1928) |
|                          |                          | Hiqmet Delvina (1888-1957) | 11 maggio 1928    | 5 settembre 1928  | Indipendente | Quinto governo repubblicano  | 4a (1925)              | Ahmet Zogu (1925-1928) |

### Regno Albanese (1928-1939)
| Primo ministro  | Primo ministro  | Primo ministro                | Mandato          | Mandato         | Partito      | Governo      | Legislatura | Sovrano           |
| Primo ministro  | Primo ministro  | Primo ministro                | Inizio           | Fine            | Partito      | Governo      | Legislatura | Sovrano           |
| --------------- | --------------- | ----------------------------- | ---------------- | --------------- | ------------ | ------------ | ----------- | ----------------- |
|                 |                 | Kosta Kota (1886-1947)        | 5 settembre 1928 | 6 marzo 1930    | Indipendente | Kota I       | 5a (1928)   | Zog I (1928-1939) |
|                 |                 | Pandeli Evangjeli (1859-1949) | 6 marzo 1930     | 20 aprile 1931  | Indipendente | Evangjeli II | 5a (1928)   | Zog I (1928-1939) |
| 20 aprile 1931  | 11 gennaio 1933 | Pandeli Evangjeli (1859-1949) | Evangjeli III    |                 | Indipendente |              | 5a (1928)   | Zog I (1928-1939) |
| 20 aprile 1931  | 11 gennaio 1933 | Pandeli Evangjeli (1859-1949) | Evangjeli III    | 6a (1932)       | Indipendente |              |             | Zog I (1928-1939) |
| 11 gennaio 1933 | 21 ottobre 1935 | Pandeli Evangjeli (1859-1949) | Evangjeli IV     |                 | Indipendente |              |             | Zog I (1928-1939) |
|                 |                 | Mehdi Frashëri (1872-1963)    | 21 ottobre 1935  | 9 novembre 1936 | Indipendente | Frashëri     |             | Zog I (1928-1939) |
|                 |                 | Kosta Kota (1886-1947)        | 9 novembre 1936  | 21 aprile 1939  | Indipendente | Kota II      |             | Zog I (1928-1939) |
| 7a (1937)       |                 | Kosta Kota (1886-1947)        | 9 novembre 1936  | 21 aprile 1939  | Indipendente | Kota II      |             | Zog I (1928-1939) |

### Occupazione Italiana (1939–1943)
| Primo ministro | Primo ministro | Primo ministro                    | Mandato          | Mandato           | Partito                   | Governo       | Legislatura (Elezioni) | Sovrano                           |
| Primo ministro | Primo ministro | Primo ministro                    | Inizio           | Fine              | Partito                   | Governo       | Legislatura (Elezioni) | Sovrano                           |
| -------------- | -------------- | --------------------------------- | ---------------- | ----------------- | ------------------------- | ------------- | ---------------------- | --------------------------------- |
|                |                | Shefqet Vërlaci (1877-1946)       | 21 aprile 1939   | 3 dicembre 1941   | Partito Fascista Albanese | Vërlaci II    | 8a                     | Vittorio Emanuele III (1939-1943) |
| 9a             |                | Shefqet Vërlaci (1877-1946)       | 21 aprile 1939   | 3 dicembre 1941   | Partito Fascista Albanese | Vërlaci II    |                        | Vittorio Emanuele III (1939-1943) |
|                |                | Mustafa Merlika Kruja (1887-1958) | 3 dicembre 1941  | 18 gennaio 1943   | Partito Fascista Albanese | Merlika Kruja |                        | Vittorio Emanuele III (1939-1943) |
|                |                | Eqrem Libohova (1882-1948)        | 18 gennaio 1943  | 12 febbraio 1943  | Partito Fascista Albanese | Libohova I    |                        | Vittorio Emanuele III (1939-1943) |
|                |                | Maliq Bushati (1880-1946)         | 12 febbraio 1943 | 11 maggio 1943    | Partito Fascista Albanese | Bushati       |                        | Vittorio Emanuele III (1939-1943) |
|                |                | Eqrem Libohova (1882-1948)        | 11 maggio 1943   | 10 settembre 1943 | Partito Fascista Albanese | Libohova II   |                        | Vittorio Emanuele III (1939-1943) |

### Occupazione tedesca (1943–1944)
| Primo ministro | Primo ministro | Primo ministro               | Mandato          | Mandato          | Partito        | Governo   | Legislatura (Elezioni) |
| Primo ministro | Primo ministro | Primo ministro               | Inizio           | Fine             | Partito        | Governo   | Legislatura (Elezioni) |
| -------------- | -------------- | ---------------------------- | ---------------- | ---------------- | -------------- | --------- | ---------------------- |
|                |                | Rexhep Mitrovica (1887-1967) | 5 novembre 1943  | 18 luglio 1944   | Balli Kombëtar | Mitrovica | 10a (1943)             |
|                |                | Fiqri Dine (1897-1960)       | 18 luglio 1944   | 6 settembre 1944 | Balli Kombëtar | Dine      | 10a (1943)             |
|                |                | Ibrahim Biçakçiu (1905-1977) | 6 settembre 1944 | 23 ottobre 1944  | Balli Kombëtar | Biçakçiu  | 10a (1943)             |

### Repubblica Popolare Socialista d'Albania (1944-1991)
| Primo ministro    | Primo ministro    | Primo ministro           | Mandato          | Mandato        | Partito                      | Governo                  | Legislatura (Elezioni) | Presidente del Presidium dell'Assemblea del Popolo |
| Primo ministro    | Primo ministro    | Primo ministro           | Inizio           | Fine           | Partito                      | Governo                  | Legislatura (Elezioni) | Presidente del Presidium dell'Assemblea del Popolo |
| ----------------- | ----------------- | ------------------------ | ---------------- | -------------- | ---------------------------- | ------------------------ | ---------------------- | -------------------------------------------------- |
|                   |                   | Enver Hoxha (1908-1985)  | 23 ottobre 1944  | 22 marzo 1946  | Partito del Lavoro d'Albania | Hoxha I                  | -                      | Ömer Nishani (1944-1953)                           |
| 11a (1945)        |                   | Enver Hoxha (1908-1985)  | 23 ottobre 1944  | 22 marzo 1946  | Partito del Lavoro d'Albania | Hoxha I                  |                        | Ömer Nishani (1944-1953)                           |
| 22 marzo 1946     | 23 novembre 1948  | Enver Hoxha (1908-1985)  | Hoxha II         |                | Partito del Lavoro d'Albania |                          |                        | Ömer Nishani (1944-1953)                           |
| 23 novembre 1948  | 5 luglio 1950     | Enver Hoxha (1908-1985)  | Hoxha III        |                | Partito del Lavoro d'Albania |                          |                        | Ömer Nishani (1944-1953)                           |
| 5 luglio 1950     | 1º agosto 1953    | Enver Hoxha (1908-1985)  | Hoxha IV         | 12a (1950)     | Partito del Lavoro d'Albania |                          |                        | Ömer Nishani (1944-1953)                           |
| 1º agosto 1953    | 19 luglio 1954    | Enver Hoxha (1908-1985)  | Hoxha V          | 12a (1950)     | Partito del Lavoro d'Albania | Haxhi Lleshi (1953-1982) |                        |                                                    |
|                   |                   | Mehmet Shehu (1913-1981) | 19 luglio 1954   | 22 giugno 1958 | Partito del Lavoro d'Albania | Haxhi Lleshi (1953-1982) | Shehu I                | 13a (1954)                                         |
| 22 giugno 1958    | 17 luglio 1962    | Mehmet Shehu (1913-1981) | Shehu II         | 14a (1958)     | Partito del Lavoro d'Albania | Haxhi Lleshi (1953-1982) |                        |                                                    |
| 17 luglio 1962    | 14 settembre 1966 | Mehmet Shehu (1913-1981) | Shehu III        | 15a (1962)     | Partito del Lavoro d'Albania | Haxhi Lleshi (1953-1982) |                        |                                                    |
| 14 settembre 1966 | 19 novembre 1970  | Mehmet Shehu (1913-1981) | Shehu IV         | 16a (1966)     | Partito del Lavoro d'Albania | Haxhi Lleshi (1953-1982) |                        |                                                    |
| 19 novembre 1970  | 28 ottobre 1974   | Mehmet Shehu (1913-1981) | Shehu V          | 17a (1970)     | Partito del Lavoro d'Albania | Haxhi Lleshi (1953-1982) |                        |                                                    |
| 28 ottobre 1974   | 26 dicembre 1978  | Mehmet Shehu (1913-1981) | Shehu VI         | 18a (1974)     | Partito del Lavoro d'Albania | Haxhi Lleshi (1953-1982) |                        |                                                    |
| 26 dicembre 1978  | 18 dicembre 1981  | Mehmet Shehu (1913-1981) | Shehu VII        | 19a (1978)     | Partito del Lavoro d'Albania | Haxhi Lleshi (1953-1982) |                        |                                                    |
|                   |                   | Adil Çarçani (1922-1997) | 15 gennaio 1982  | 19a (1978)     | Partito del Lavoro d'Albania | Haxhi Lleshi (1953-1982) | 23 novembre 1982       | Çarçani I                                          |
| 23 novembre 1982  | 20 febbraio 1987  | Adil Çarçani (1922-1997) | Çarçani II       | 20a (1982)     | Partito del Lavoro d'Albania | Ramiz Alia (1982-1991)   |                        |                                                    |
| 20 febbraio 1987  | 22 febbraio 1991  | Adil Çarçani (1922-1997) | Çarçani III      | 21a (1987)     | Partito del Lavoro d'Albania | Ramiz Alia (1982-1991)   |                        |                                                    |
|                   |                   | Fatos Nano (1952- )      | 22 febbraio 1991 | 21a (1987)     | Partito del Lavoro d'Albania | Ramiz Alia (1982-1991)   | 10 maggio 1991         | Nano I                                             |
| 22a (1991)        |                   | Fatos Nano (1952- )      | 22 febbraio 1991 |                | Partito del Lavoro d'Albania | Ramiz Alia (1982-1991)   | 10 maggio 1991         | Nano I                                             |

### Repubblica d'Albania (dal 1991)
Partito del Lavoro d'Albania
  Partito Socialista d'Albania
  Partito Democratico d'Albania
  Indipendente
| Primo ministro         | Primo ministro    | Primo ministro            | Mandato           | Mandato           | Partito                       | Governo                      | Legislatura (Elezioni) | Presidente della Repubblica |
| Primo ministro         | Primo ministro    | Primo ministro            | Inizio            | Fine              | Partito                       | Governo                      | Legislatura (Elezioni) | Presidente della Repubblica |
| ---------------------- | ----------------- | ------------------------- | ----------------- | ----------------- | ----------------------------- | ---------------------------- | ---------------------- | --------------------------- |
|                        |                   | Fatos Nano (1952- )       | 11 maggio 1991    | 11 giugno 1991    | Partito del Lavoro d'Albania  | Nano II                      | 22a (1991)             | Ramiz Alia (1991-1992)      |
|                        |                   | Ylli Bufi (1948- )        | 11 giugno 1991    | 18 dicembre 1991  | Partito Socialista d'Albania  | Bufi                         | 22a (1991)             | Ramiz Alia (1991-1992)      |
|                        |                   | Vilson Ahmeti (1951- )    | 18 dicembre 1991  | 13 aprile 1992    | Indipendente                  | Ahmeti                       | 22a (1991)             | Ramiz Alia (1991-1992)      |
|                        |                   | Aleksandër Meksi (1939- ) | 13 aprile 1992    | 7 agosto 1993     | Partito Democratico d'Albania | Meksi I                      | 23a (1992)             | Sali Berisha (1992-1997)    |
| 7 agosto 1993          | 4 dicembre 1994   | Aleksandër Meksi (1939- ) | Meksi II          |                   | Partito Democratico d'Albania |                              | 23a (1992)             | Sali Berisha (1992-1997)    |
| 4 dicembre 1994        | 11 luglio 1996    | Aleksandër Meksi (1939- ) | Meksi III         |                   | Partito Democratico d'Albania |                              | 23a (1992)             | Sali Berisha (1992-1997)    |
| 11 luglio 1996         | 11 marzo 1997     | Aleksandër Meksi (1939- ) | Meksi IV          | 24a (1996)        | Partito Democratico d'Albania |                              |                        | Sali Berisha (1992-1997)    |
|                        |                   | Bashkim Fino (1962-2021)  | 11 marzo 1997     | 24a (1996)        | 25 luglio 1997                | Partito Socialista d'Albania | Fino                   | Sali Berisha (1992-1997)    |
|                        |                   | Fatos Nano (1952–)        | 25 luglio 1997    | 2 ottobre 1998    | Nano III                      | Partito Socialista d'Albania | 25a (1997)             | Rexhep Meidani (1997-2002)  |
|                        |                   | Pandeli Majko (1967- )    | 2 ottobre 1998    | 28 ottobre 1999   | Majko I                       | Partito Socialista d'Albania | 25a (1997)             | Rexhep Meidani (1997-2002)  |
|                        |                   | Ilir Meta (1969- )        | 28 ottobre 1999   | 6 settembre 2001  | Meta I                        | Partito Socialista d'Albania | 25a (1997)             | Rexhep Meidani (1997-2002)  |
| 6 settembre 2001       | 22 febbraio 2002  | Ilir Meta (1969- )        | Meta II           | 26a (2001)        |                               | Partito Socialista d'Albania |                        | Rexhep Meidani (1997-2002)  |
|                        |                   | Pandeli Majko (1967- )    | 22 febbraio 2002  | 26a (2001)        | 29 luglio 2002                | Partito Socialista d'Albania | Majko II               | Rexhep Meidani (1997-2002)  |
|                        |                   | Fatos Nano (1952- )       | 29 luglio 2002    | 26a (2001)        | 29 dicembre 2003              | Partito Socialista d'Albania | Nano IV                | Alfred Moisiu (2002-2007)   |
| 29 dicembre 2003       | 9 settembre 2005  | Fatos Nano (1952- )       | Nano V            | 26a (2001)        |                               | Partito Socialista d'Albania |                        | Alfred Moisiu (2002-2007)   |
|                        |                   | Sali Berisha (1944- )     | 9 settembre 2005  | 16 settembre 2009 | Partito Democratico d'Albania | Berisha I                    | 27a (2005)             | Alfred Moisiu (2002-2007)   |
| Bamir Topi (2007-2012) |                   | Sali Berisha (1944- )     | 9 settembre 2005  | 16 settembre 2009 | Partito Democratico d'Albania | Berisha I                    | 27a (2005)             |                             |
| 16 settembre 2009      | 11 settembre 2013 | Sali Berisha (1944- )     | Berisha II        | 28a (2009)        | Partito Democratico d'Albania |                              |                        |                             |
| 16 settembre 2009      | 11 settembre 2013 | Sali Berisha (1944- )     | Berisha II        | 28a (2009)        | Partito Democratico d'Albania | Bujar Nishani (2012-2017)    |                        |                             |
|                        |                   | Edi Rama (1964- )         | 11 settembre 2013 | 11 settembre 2017 | Partito Socialista d'Albania  | Rama I                       | 29a (2013)             |                             |
| 11 settembre 2017      | 18 settembre 2021 | Edi Rama (1964- )         | Rama II           | 30a (2017)        | Partito Socialista d'Albania  | Ilir Meta (2017-2022)        |                        |                             |
| 18 settembre 2021      | in carica         | Edi Rama (1964- )         | Rama III          | 31a (2021)        | Partito Socialista d'Albania  | Ilir Meta (2017-2022)        |                        |                             |
| 18 settembre 2021      | in carica         | Edi Rama (1964- )         | Rama III          | 31a (2021)        | Partito Socialista d'Albania  | Bajram Begaj (dal 2022)      |                        |                             |